# Бад-Мергентгайм
Бад-Мергентгайм (нім. Bad Mergentheim) — місто в Німеччині, знаходиться в землі Баден-Вюртемберг. Підпорядковується адміністративному округу Штутгарт. Входить до складу району Майн-Таубер.
Площа — 129,97 км2. Населення становить 24 034 ос. (станом на 31 грудня 2020).

## Уродженці
- Себастьян Бахманн (1986) — німецький фехтувальник, олімпійський медаліст.

## Галерея

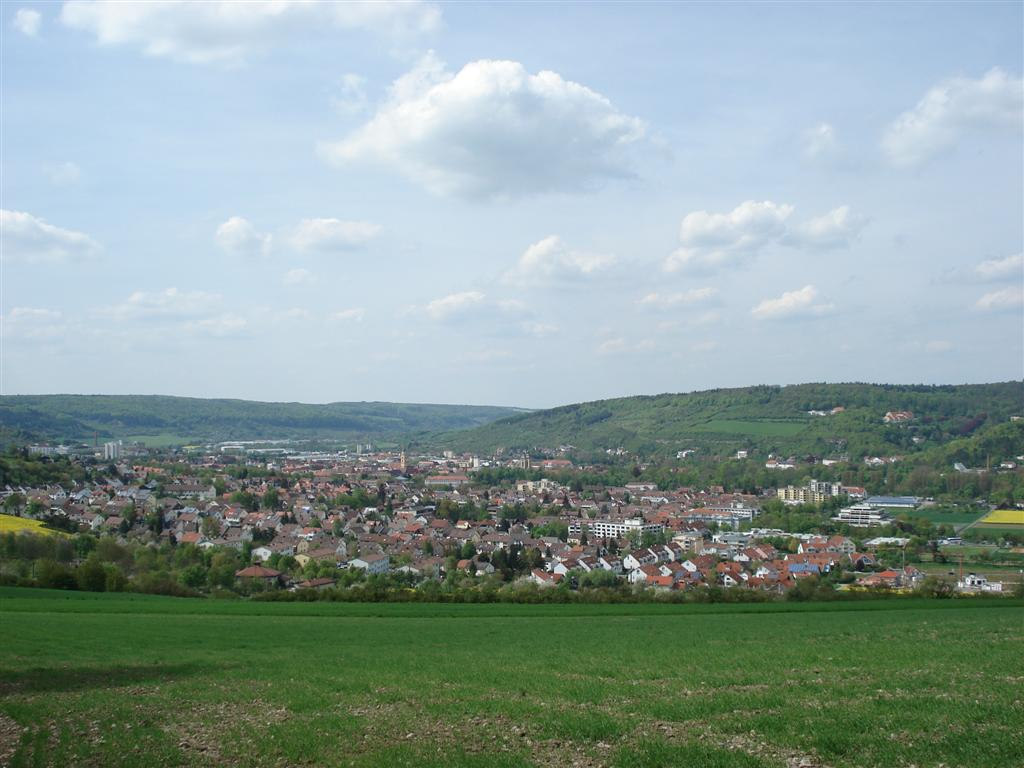
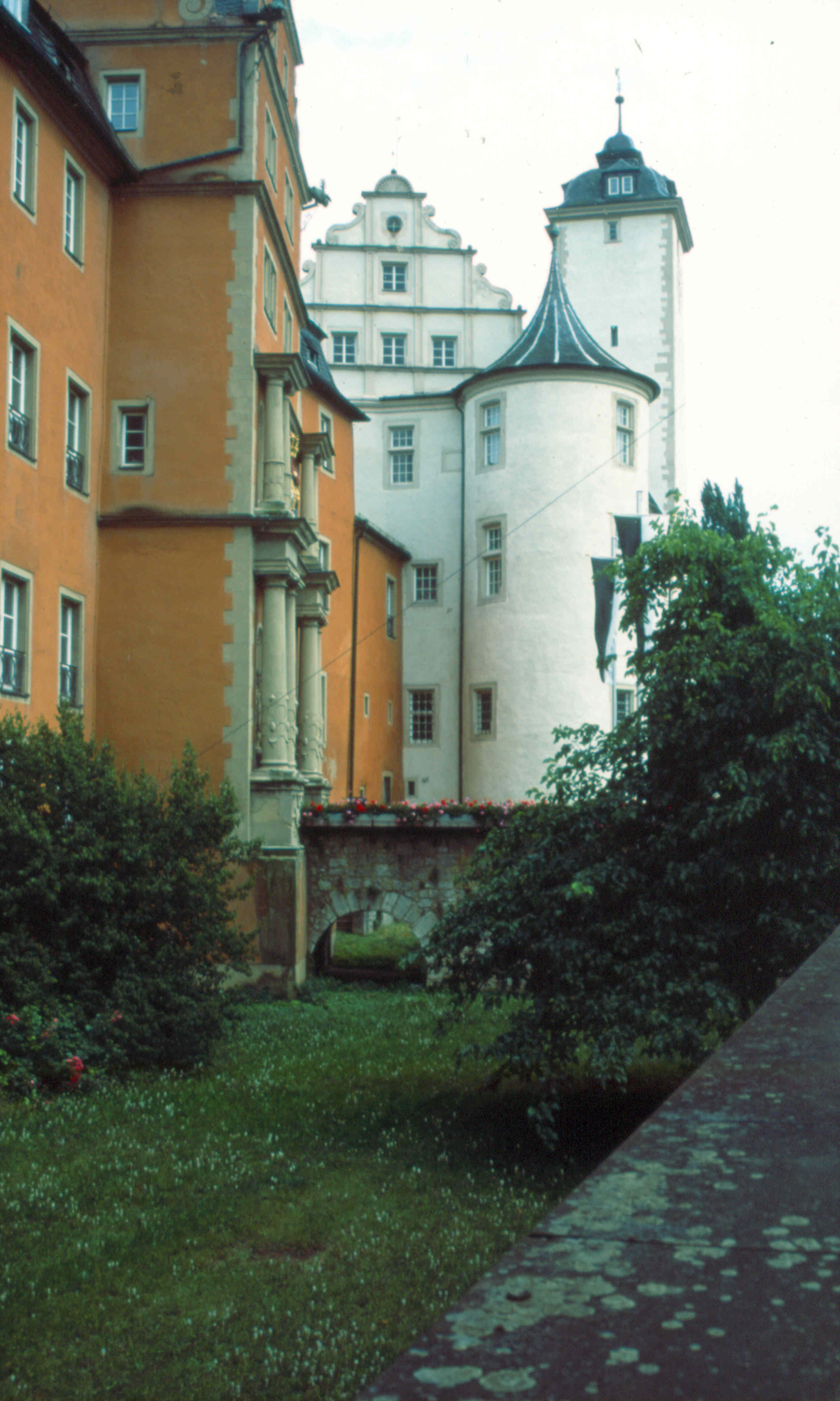
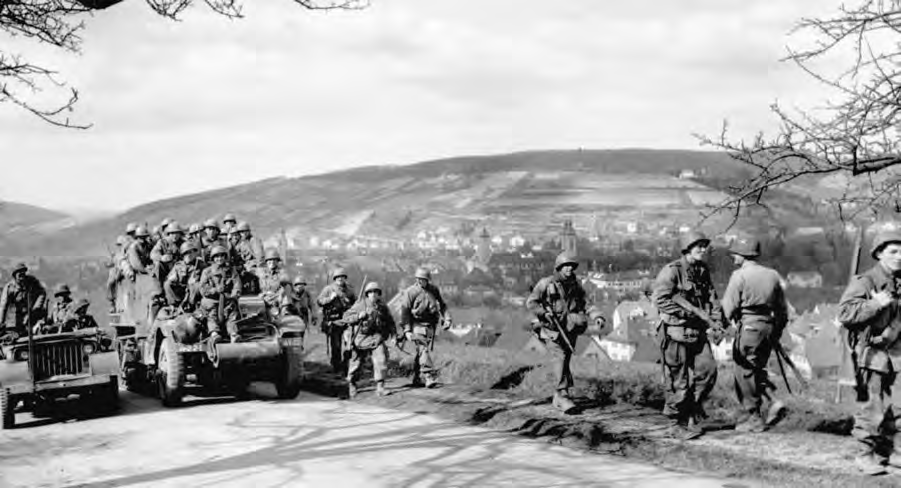
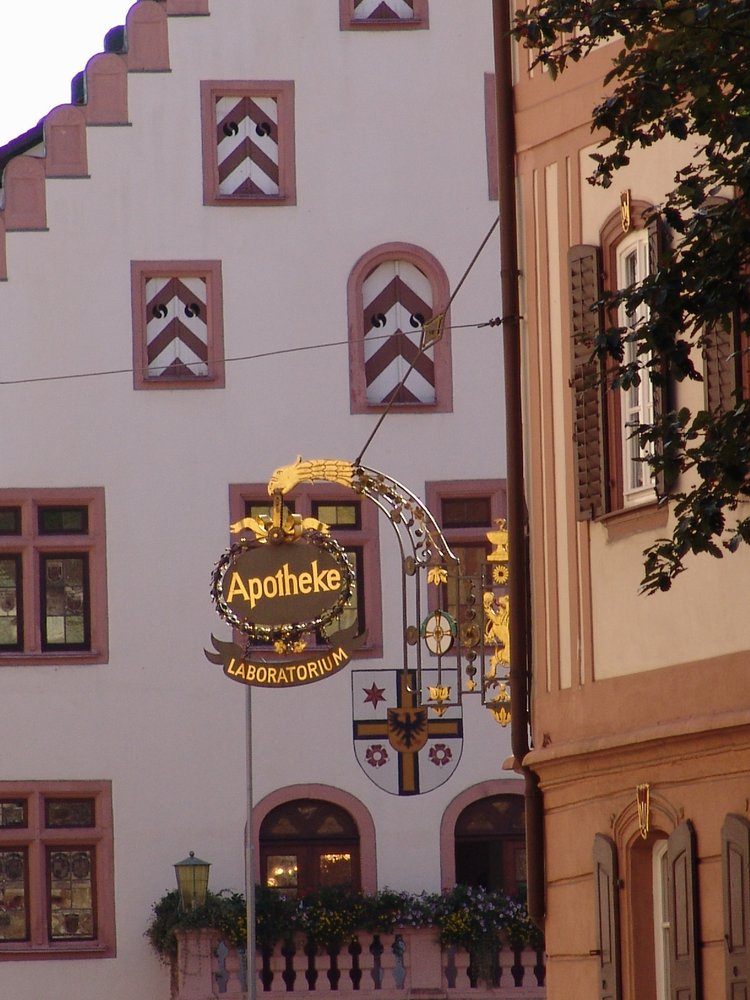
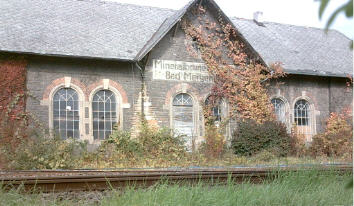
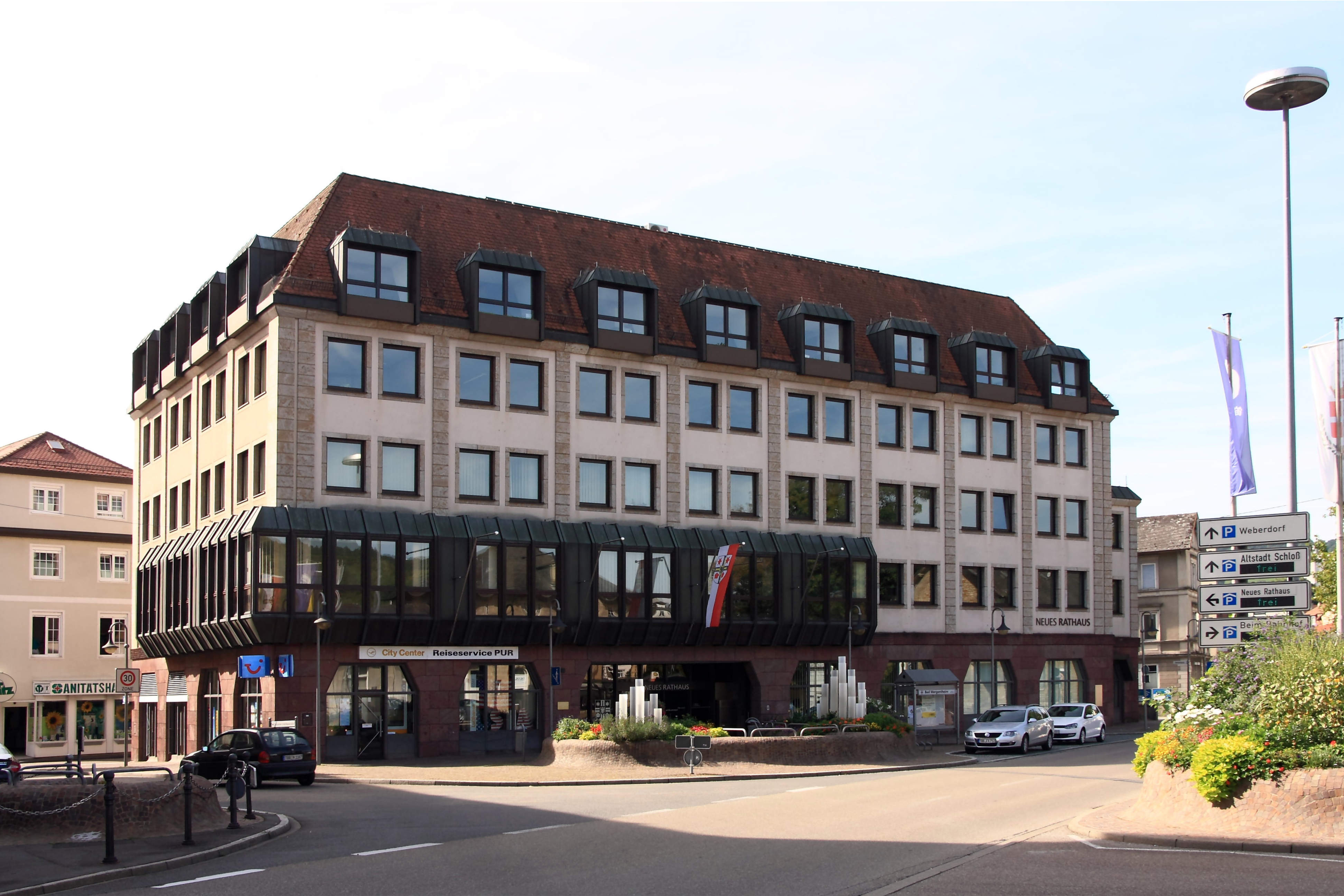
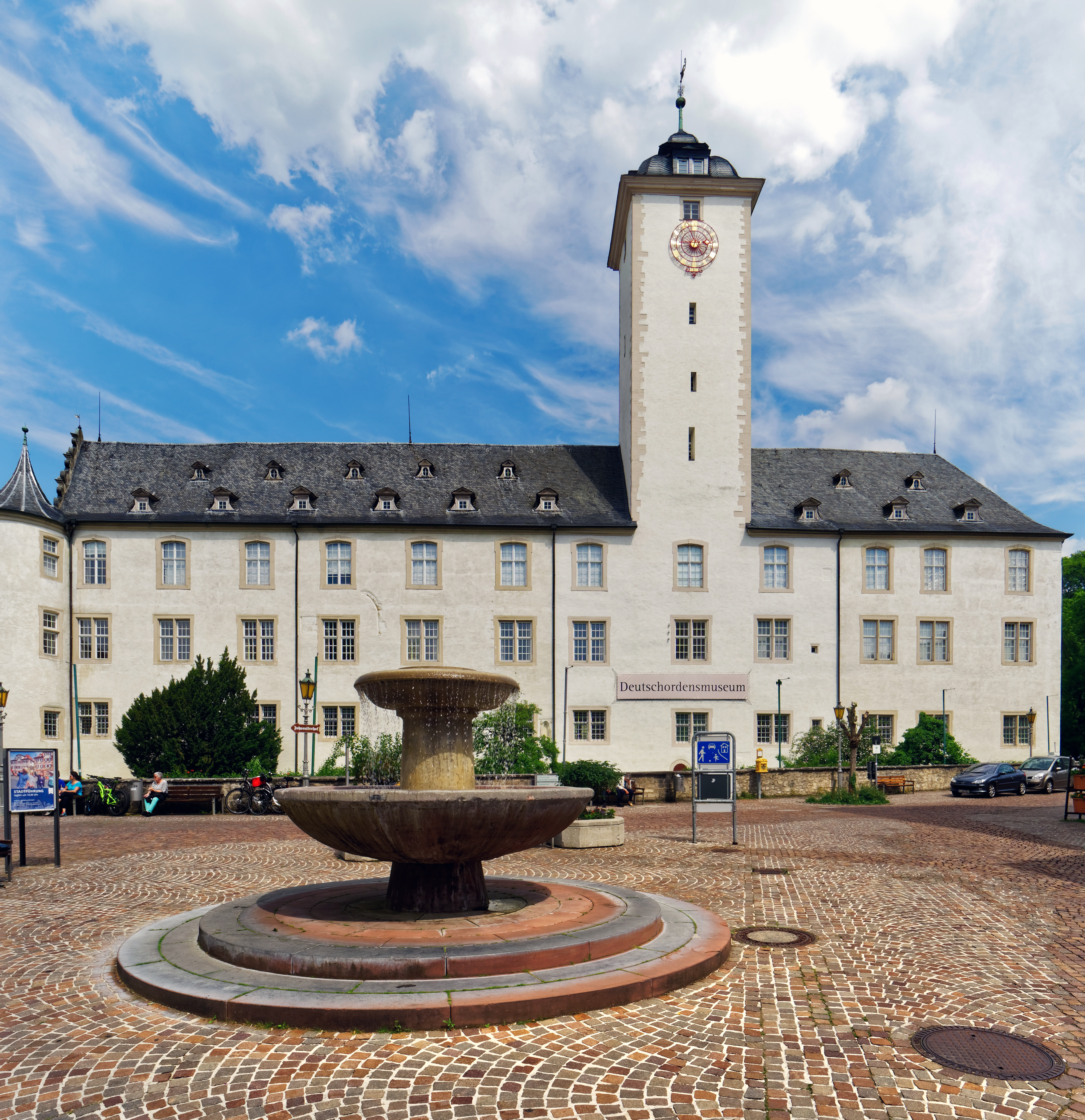
Палац Мергентгайм